# Loch Beoraid
Loch Beoraid är en sjö i Storbritannien.   Den ligger i kommunen Highland och riksdelen Skottland, i den nordvästra delen av landet, 700 km nordväst om huvudstaden London. Loch Beoraid ligger 55 meter över havet. Arean är 1,1 kvadratkilometer. Trakten runt Loch Beoraid består i huvudsak av gräsmarker. Den sträcker sig 0,5 kilometer i nord-sydlig riktning, och 4,8 kilometer i öst-västlig riktning.